# 梁犢
梁 犢（りょう とく、? - 349年）は、五胡十六国時代後趙の人物。定陽の出身。

## 生涯
後趙に仕えていた。
後趙の皇太子石宣は力の強い士を選んで東宮（皇太子の宮殿）の衛士として選抜すると、これを高力と号した。梁犢はこの高力の督将に任じられ、石宣に仕えた。
348年8月、石宣は秦公石韜を殺害した罪により、後趙君主石虎に誅殺された。
349年1月、石虎は帝位に即くと、領内に大赦を下した。だが、東宮の衛士1万人余りは石宣の犯した罪により大赦の対象から外され、涼州の辺境に流される事となり、梁犢もまた連行された。一行が雍城へ到達すると、雍州刺史張茂に彼らを送還するよう勅命が下ったが、張茂は彼らの馬を奪い取ると、鹿車（手押しの一輪車）を与えて歩いて牽かせ、戍所（辺境の拠点）へ食糧を送るよう命じた。これにより衛士はみな怨みを抱いたので、梁犢はこれを利用して乱を起こし東へ帰ろうと考え、胡人の頡独鹿微に命じてその旨を衛士に告げさせた。この計画を聞くとみな跳び上がりながら手を叩いて大声で叫び、喜んで梁犢に従った。梁犢は自らを東晋の征東大将軍であると自称すると、衛士を率いて下弁へ侵攻し、これを攻め落とした。そして、張茂へ迫って大都督・大司馬に担ぎ上げると、軺車に乗せた。安西将軍劉寧はこの反乱を知ると、安定から出撃して迎え撃ったが、梁犢は返り討ちにした。 
高力はみな力が強く射術に長けており、1人で10人以上に匹敵した。武器や防具は持っていなかったが、民から斧を奪い取ると、1丈にもなる柄を装着し、戦神の如く戦った。向かうところ全ての敵は総崩れとなり、守備兵もみな寝返って梁犢に従った。
梁犢は郡県を攻め落として長吏や二千石（郡太守）を殺しながら東へ進軍を続け、長安へ到達する頃にはその勢力は10万人にも及んだ。長安を鎮守する楽平王石苞は精鋭を全て投入してこれを迎え撃したが、梁犢は一戦でこれを撃破した。遂に長安を突破すると、潼関から東へ出て洛陽目掛けて進撃した。
石虎は司空李農を大都督・行大将軍事に任じ、統衛将軍張賀度・征西将軍張良・征虜将軍石閔を始め歩騎10万を与えて迎撃を命じた。李農は新安に進んで梁犢を撃ったが、梁犢はこれに大勝した。さらに洛陽へ侵攻すると、再び李農を破り、成皋まで退却させた。さらに東へ進むと、遂に滎陽・陳留といった諸郡を侵犯するようになった。石虎はこれを大いに恐れ、燕王石斌を大都督・中外諸軍事に任じ、統冠将軍姚弋仲・車騎将軍蒲洪・征虜将軍石閔と共に討伐を命じた。石斌らが滎陽へ進むと、梁犢はこれを迎え撃つも大敗を喫した。この戦いで梁犢は戦死し、その余党も尽く攻め滅ぼされた。